# Lymantria tsushimensis
Lymantria tsushimensis este o specie de molii din genul Lymantria, familia Lymantriidae, descrisă de Inoue 1956 Conform Catalogue of Life specia Lymantria tsushimensis nu are subspecii cunoscute.